# Präfekturen Guineas
Die Präfekturen Guineas bilden unter den sieben Regionen und die zone spéciale um die Hauptstadt die zweite Verwaltungsebene. Guineas Regionen unterteilen sich in 33 Präfekturen, nebst der Hauptstadt Conakry, die eine Sonderzone ist.
Die Präfekturen Guineas gliedern sich wiederum in 341 Unterpräfekturen.

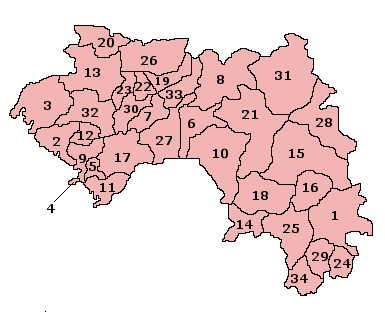
Präfekturen Guineas

| Nr. | Präfektur   | Einwohner | Fläche (km²) | Region     |
| --- | ----------- | --------- | ------------ | ---------- |
| 1   | Beyla       | 201.206   | 17.452       | Nzérékoré  |
| 2   | Boffa       | 194.035   | 5.003        | Boké       |
| 3   | Boké        | 421.447   | 10.053       | Boké       |
| 4   | Conakry     | 1.857.153 | 308          | Sonderzone |
| 5   | Coyah       | 144.267   | 1.275        | Kindia     |
| 6   | Dabola      | 144.148   | 6.000        | Faranah    |
| 7   | Dalaba      | 161.320   | 3.400        | Mamou      |
| 8   | Dinguiraye  | 162.781   | 11.000       | Faranah    |
| 9   | Dubréka     | 228.648   | 4.301        | Kindia     |
| 10  | Faranah     | 174.868   | 12.400       | Faranah    |
| 11  | Forécariah  | 347.359   | 4.265        | Kindia     |
| 12  | Fria        | 106.158   | 2.175        | Boké       |
| 13  | Gaoual      | 160.407   | 11.500       | Boké       |
| 14  | Guéckédou   | 621.320   | 4.157        | Nzérékoré  |
| 15  | Kankan      | 340.385   | 18.400       | Kankan     |
| 16  | Kérouané    | 246.722   | 7.950        | Kankan     |
| 17  | Kindia      | 419.412   | 8.828        | Kindia     |
| 18  | Kissidougou | 261.046   | 8.872        | Faranah    |
| 19  | Koubia      | 99.868    | 1.480        | Labé       |
| 20  | Koundara    | 100.033   | 5.500        | Boké       |
| 21  | Kouroussa   | 188.078   | 12.035       | Kankan     |
| 22  | Labé        | 288.142   | 2.520        | Labé       |
| 23  | Lélouma     | 156.802   | 2.150        | Labé       |
| 24  | Lola        | 187.479   | 4.219        | Nzérékoré  |
| 25  | Macenta     | 437.692   | 8.710        | Nzérékoré  |
| 26  | Mali        | 228.077   | 8.800        | Labé       |
| 27  | Mamou       | 326.889   | 6.160        | Mamou      |
| 28  | Mandiana    | 246.785   | 12.950       | Kankan     |
| 29  | Nzérékoré   | 408.816   | 3.781        | Nzérékoré  |
| 30  | Pita        | 287.272   | 4.000        | Mamou      |
| 31  | Siguiri     | 392.731   | 19.750       | Kankan     |
| 32  | Télimélé    | 242.200   | 8.080        | Kindia     |
| 33  | Tougué      | 133.372   | 6.200        | Labé       |
| 34  | Yomou       | 257.737   | 6.484        | Nzérékoré  |